# Elżbieta Luksemburska (1901–1950)

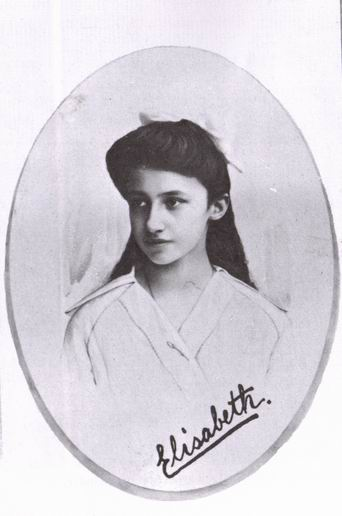
księżniczka Elżbieta

Elżbieta, księżna Thurn und Taxis, właśc. Elisabeth Marie Wilhelmine von Nassau-Weilburg (ur. 7 marca 1901, zm. 2 sierpnia 1950) – księżniczka Luksemburga, Nassau, księżna Thurn und Taxis.
Urodziła się jako piąta z sześciu córek następcy tronu Luksemburga Wilhelma i jego żony Marii Anny. W państwie tym panował wówczas jej dziadek Adolf. Jej starszymi siostrami były wielkie księżne Luksemburga Maria Adelajda i Szarlotta. 14 listopada 1922 Elżbieta na zamku w Hohenburgu poślubiła księcia Ludwika Filipa von Thurn und Taxis. Para miała dwoje dzieci:
- księcia Anzelma (1924–1944)
- księżniczkę Inigę (1925–2008)